# Брюхово-Морозов, Иван Семёнович
Иван Семёнович Брюхово-Морозов - московский дворянин, воевода на службе у московских князей Василия III и Ивана Грозного.
Происходил из знатного рода бояр Морозовых, сын боярина Семёна Борисовича Морозова по прозвищу Брюхо и Евдокии Ивановны из рода Всеволожских. Первый в роду Брюхово-Морозовых. Имел единственного сына Ивана.
В 1523 году был послом Василия III в Константинополь, к турецкому султану Сулейману I.
В феврале 1536 года был воеводой в Новгороде.
Умер в 1539 году.